# Tunnel

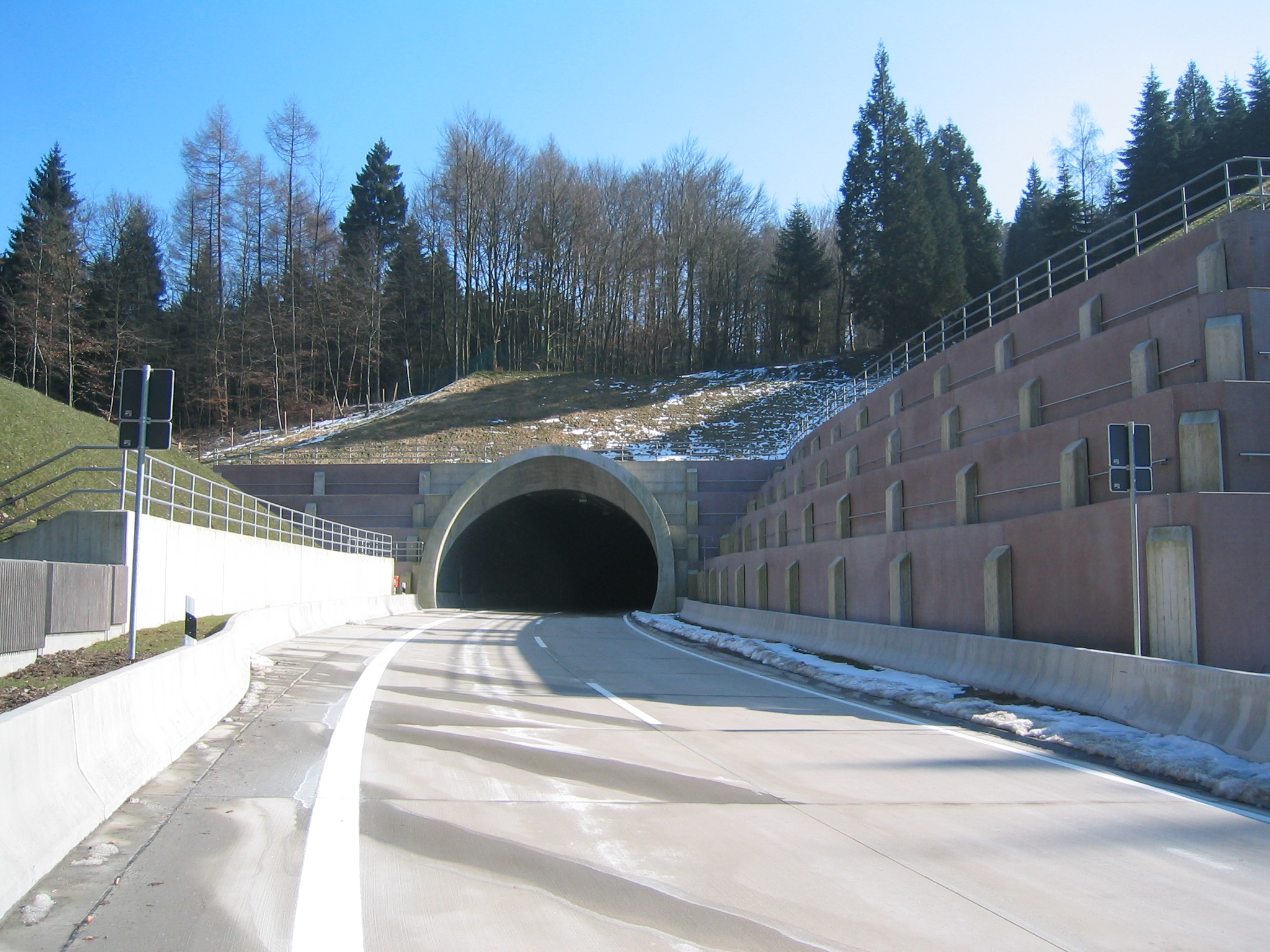
Burgholztunnel in Wuppertal

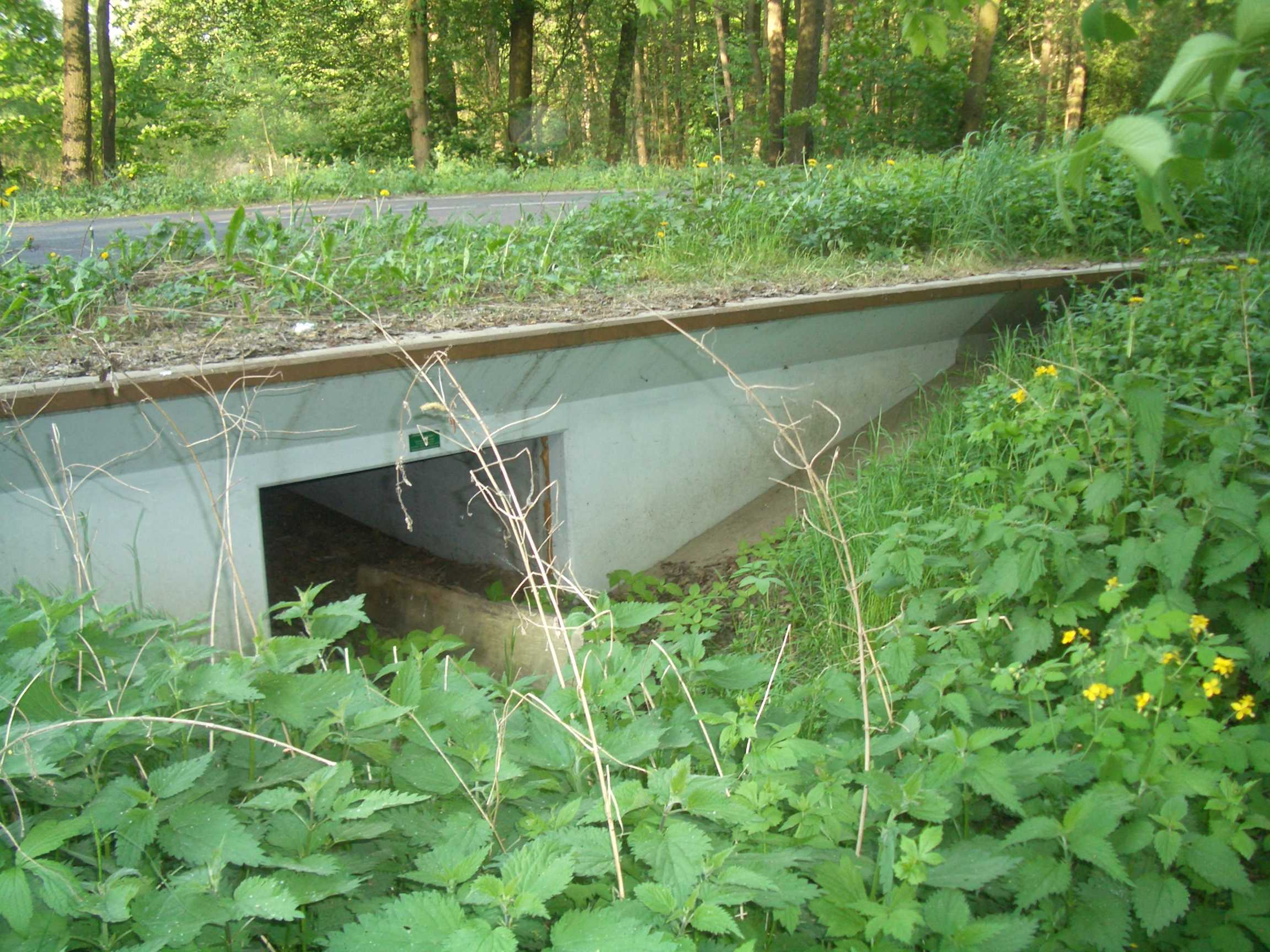
Amfibieëntunnel

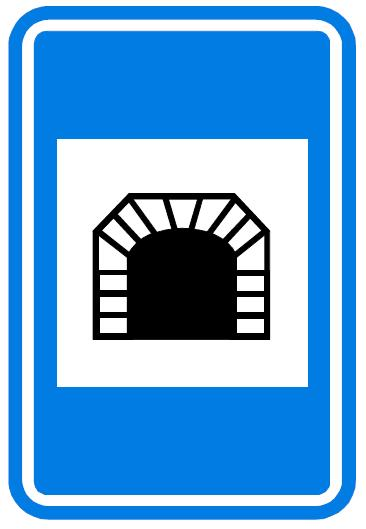
Belgisch verkeersbord F8 - Tunnel - Koninklijk besluit van 1 december 1975 houdende algemeen reglement op de politie van het wegverkeer en van het gebruik van de openbare weg.

Een tunnel is een kunstmatig aangelegde onderdoorgang om tussen twee punten transport, passage of communicatie mogelijk te maken.

## Soorten tunnels

### Indeling naar bouwwijze
Tunnels kunnen op verschillende manieren worden gebouwd. We onderscheiden onder meer:
- Afgezonken tunnel - door het afzinken van prefab-elementen ontstaat er een tunnelbuis
- Geboorde tunnel - door het graven met een boormachine ontstaat de tunnelbuis
- Microtunneling - methode waarbij prefab-tunnelelementen hydraulisch in een door een micro-TBM geboord gat geduwd worden
- Openbouwputtunnel - door het graven van een sleuf, die de bouwput is, en hierin een tunnel te bouwen ontstaat de tunnelbuis
- V-polder - twee damwanden worden schuin naar elkaar toe geheid waardoor een afgesloten driehoek ontstaat
- TOMAS - een tunnelboormachine die de tunnelbuis vlak onder het maaiveld aanlegt
- Wanden-dakmethode - gelijk aan de openbouwputmethode, alleen wordt hier het maaiveld op het dak van de tunnel vroeg in het bouwproces hersteld; onder het tunneldak gaan de tunnelwerkzaamheden verder door
- Gegraven tunnel - een tunnelgraafmachine, geschikt voor zachte grond, die het mogelijk maakt om direct onder maaiveld en ook onder grondwaterniveau met prefab-tunnelelementen, een fiets- of verkeerstunnel te vormen.

### Indeling naar gebruik
Tunnels zijn doorgaans bedoeld voor een bepaalde doelgroep, al komt gecombineerd gebruik ook voor, maar dan meestal in verschillende tunnelbuizen:
- Bustunnel
- Faunatunnel
- Fietstunnel
- Geheime tunnel
  - door gevangenen gegraven om te ontsnappen uit een gevangenis of concentratiekamp, of om te ontsnappen naar het buitenland
  - door inbrekers gegraven om van onderaf een kluis te bereiken
  - mensen die tunnels graven als hobby doen dat meestal, maar niet altijd, in het geheim
  - tussen overheidsgebouwen (vooral in dictaturen)
  - bedoeld als schuilkelder, bijvoorbeeld door preppers
- Tunnel voor water, zoals een scheepvaarttunnel
- Spoortunnel, een tunnel voor treinverkeer
- Tunnel voor metro's
- Tunnel voor trams
- Tunnel voor dieren, onder meer amfibieëntunnels.
- Tunnel voor kabels en leidingen, luchtverversing, afvoer van afvalstoffen.
- Voertuigentunnel (België) of verkeerstunnel (Nederland), een tunnel voor motorvoertuigen
- Voetgangerstunnel

### Indeling naar barrière
Indeling naar de barrière die door de tunnel wordt overwonnen (combinaties zijn ook mogelijk):
- Bergtunnel, een tunnel die door een berg gaat. In de Alpen wordt onderscheid gemaakt tussen een Scheiteltunnel en een basistunnel. Een Scheiteltunnel, vrij vertaald top- of kruintunnel, is een tunnel onder het hoogste punt van een bergpas door. Onder andere de Sustenpas en de Tendapas hebben een dergelijke tunnel onder de pashoogte. Een basistunnel loopt onder de gehele berg door, is dus langer, maar heeft niet de (steile) opritten van een Scheiteltunnel.
- Tunnel onder een rivier, kanaal of zee (bijvoorbeeld als verbinding naar een eiland), vaak aangelegd als alternatief voor een brug om de hinder voor de scheepvaart te beperken en files op de weg door openstaande bruggen te vermijden. De eerste tunnel onder een bevaarbare waterweg was de Thames Tunnel in Londen, die in 1843 geopend werd.
- Tunnel die voorziet in een ongelijkvloerse kruising:
  - Tunnel onder een spoorweg.
  - Tunnel onder een weg.
- Landtunnel, een tunnel aangelegd om de hinder van de infrastructuur voor het omliggende land zo veel mogelijk te beperken. Een hiervoor gebruikte vorm is de tunnelbak, die verdiept is aangelegd, maar aan de bovenzijde open is.
- Natuurtunnel, een landtunnel aangelegd om een natuurgebied te sparen, zoals de Groene Harttunnel. Voor de verbinding van ecologische zones worden wildtunnels aangelegd waar dieren de mogelijkheid hebben om bijvoorbeeld een autoweg zonder risico te passeren.

## Aanvullende opmerkingen
Voor zover een gelijkvloerse kruising, waaronder een spoorwegovergang, ook mogelijk zou zijn heeft een ongelijkvloerse kruising als voordelen veiligheid, gemak en tijdwinst. Vergeleken met een vaste brug is het voordeel dat er geen hoogtebeperking is voor het kruisende verkeer, vergeleken met een beweegbare brug is het voordeel gemak en tijdwinst voor beide verkeersstromen. Tunnels worden ook gebouwd om afstanden te verkleinen (tunnel in plaats van omweg), of anderszins tijdwinst te boeken (tunnel in plaats van veerboot).
Later zijn en worden tunnels aangelegd om omgevingshinder van infrastructuur te verminderen, zoals geluidshinder. Ook economische, planologische en/of ecologische overwegingen kunnen aan de bouw ten grondslag liggen. Er is dan bijvoorbeeld sprake van overkapping van een (spoor)weg om een woonwijk of natuurgebied te ontlasten of een (spoor)weg wordt onder een (stuk) stadscentrum doorgeleid. Denk hierbij ook aan tunnels onder startbanen van luchthavens.
In de slappe Nederlandse bodem is het aanleggen van een tunnel zeer kostbaar en vormt het veelal een innovatieve en technologische uitdaging.
In Rusland en andere voormalige Sovjetlanden zijn de voetgangerstunneltjes onder drukke straten (подземный переход, vrij vertaald: "ondergronds zebrapad") heel talrijk.

## Wetgeving
In Nederland is de Tunnelwet (voluit: de Wet aanvullende regels veiligheid wegtunnels, Warvw) van toepassing op tunnels die langer zijn dan 250 meter. De tunnel die korter dan 250 meter is, is een onderdoorgang genaamd